# Gemmatimonadia
Classe
Synonymes
- Gemmatimonadia Cavalier-Smith 2020
- Gemmatimonadetes Zhang et al. 2003

Les Gemmatimonadia sont une classe de bacilles Gram négatifs du phylum des Gemmatimonadota. Cette classe est monotypique jusqu'à la famille des Gemmatimonadaceae. Son nom provient de Gemmatimonas qui est son genre type.

## Liste des ordres
Selon la LPSN (10 juin 2025) cette classe ne comporte qu'un seul ordre, les Gemmatimonadales Zhang et al. 2003.

## Taxonomie
Cette classe est proposée dès 2003 par H. Zhang et al. sous le nom de « Gemmatimonadetes » pour recevoir l'espèce Gemmatimonas aurantiaca isolée d'un bioréacteur traitant des eaux usées. Elle est validée la même année par une publication dans l'IJSEM. Son nom est corrigé en 2022 pour se conformer au code de nomenclature bactérienne de l'ICSP.
Le nom correct complet (avec auteur) de ce taxon est Gemmatimonadia corrig. Zhang et al. 2003.
Le genre type est Gemmatimonas Zhang et al. 2003.

### Synonymes
Gemmatimonadia a pour synonymes :
- Gemmatimonadetes Zhang et al. 2003
- Gemmatimonadia Cavalier-Smith 2020